# Thaumatopachylus
Thaumatopachylus is een geslacht van hooiwagens uit de familie Gonyleptidae.
De wetenschappelijke naam Thaumatopachylus is voor het eerst geldig gepubliceerd door Roewer in 1929. 

## Soorten
Thaumatopachylus is monotypisch en omvat slechts de volgende soort:
- Thaumatopachylus setulosus